# Foetorepus agassizii
Foetorepus agassizii is een straalvinnige vissensoort uit de familie van pitvissen (Callionymidae). De wetenschappelijke naam van de soort is voor het eerst geldig gepubliceerd in 1888 door Goode & Bean.